# سردست
سردست برشی از لاشهٔ گاو و گوسفند می‌باشد.
این اصطلاح به دو معنا به کار می‌رود:
- نیم‌شقهٔ سردست (Forequarter): بخش پیشین شقهٔ گاو و گوسفند است که شامل  کف‌دست (مغز سردست)، سرسینه، ماهیچهٔ ساعد، ۴ دندهٔ پیشین و چهار مهرهٔ اول پشتی و گوشت پیرامون آنها می‌باشد.[۱] این برش حدود یک چهارم لاشهٔ دام را شامل می‌گردد.
- برشی از نیم‌شقهٔ سردست که گهگاه به آن «کف‌دست» (کف سردست) یا «مغز سردست» گفته می‌شود و با حذف سرسینه، دنده‌ها و ماهیچه از نیم‌شقهٔ سردست حاصل می‌شود.

سردست حدود ۲۷ درصد از وزن لاشه را تشکیل می‌دهد و شامل ماهیچه‌های دست و شانه می‌باشد. قطعات سردست در کشورهای مختلف جهان به صورت متفاوت و به قطعات کوچک‌تر تقسیم شده و به فروش می‌رسد.
برخی از غذاهایی که با سردست تهیه می‌شود:
- بریانی: از خوراک‌های ایرانی است که برای تهیهٔ آن گاه روی سردست گوسفند با چاقو چند برش ایجاد کرده، داخل گوشت را با مخلوط کره و ادویه مزه‌دار می‌کنند.
- خوراک سردست بره معطر: از خوراک‌های ایرانی